# Форби
Мы́за Фо́рби, также мыза Во́оре (эст. Voore mõis, нем. Forby) — рыцарская мыза на севере Эстонии в волости Сауэ уезда Харьюмаа. Согласно историческому административному делению мыза Вооре относилась к приходу Кейла.

## История мызы
Первые упоминания о мызе Вооре относятся к 1569 году.
На военно-топографических картах Российской империи, в состав которой входила Эстляндска губерния, мыза обозначена как Вреденгаген и Майдля.
В конце XVIII века мыза принадлежала дворянскому семейству Дахлид (Dahlid), от которых перешла семье фон Фрей (von Frey). С 1870 года и до экспроприации в 1919 году мыза находилась в собственности дворянской семьи Цур-Милен (Von zur Mühlen). Последним хозяином мызы был Александер фон Цур-Милен.
В настоящее время господский особняк (главное здание) мызы находится на реставрации.

## Мызный комплекс
Мыза Форби была небольшим архаичным комплексом в стиле барокко. Главное здание мызы — это маленькое одноэтажное каменное строение, которое в изначальном виде было построено в первой половине XVIII века. В XVIII—XIX веках главное здание было немного перестроено.
Помимо главного здания в центре мызы были симметрично расположены дополнительные (хозяйственные и жилые) постройки, возведённые в XVIII—XIX веках. Большая часть построек находится поблизости от здания. От шоссе Таллин — Пярну к мызе вела дорога, которая заканчивалась прямой аллей длиной около 500 метров, выходящей к фасаду главного здания.
В Государственный регистр памятников культуры Эстонии внесены:
- главное здание мызы[3],
- дом для служащих  мызы 1[4],
- дом для служащих мызы 2[5],
- ограда мызы[6],
- хлев[7],
- амбар[8],
- овин[9],
- водочная фабрика[10],
- подсобное мызное здание[11].

## Галерея

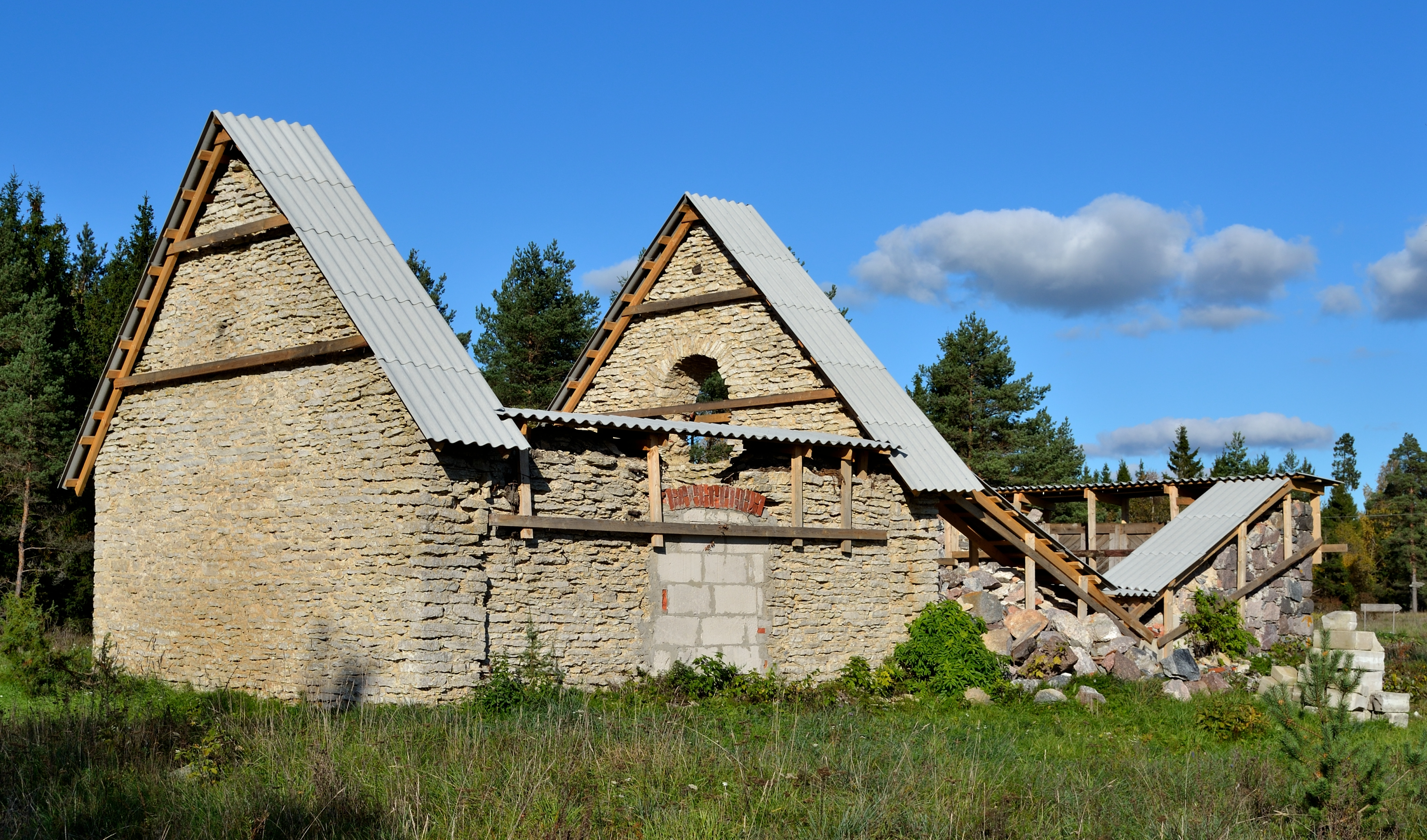
Руины хозяйственной постройки
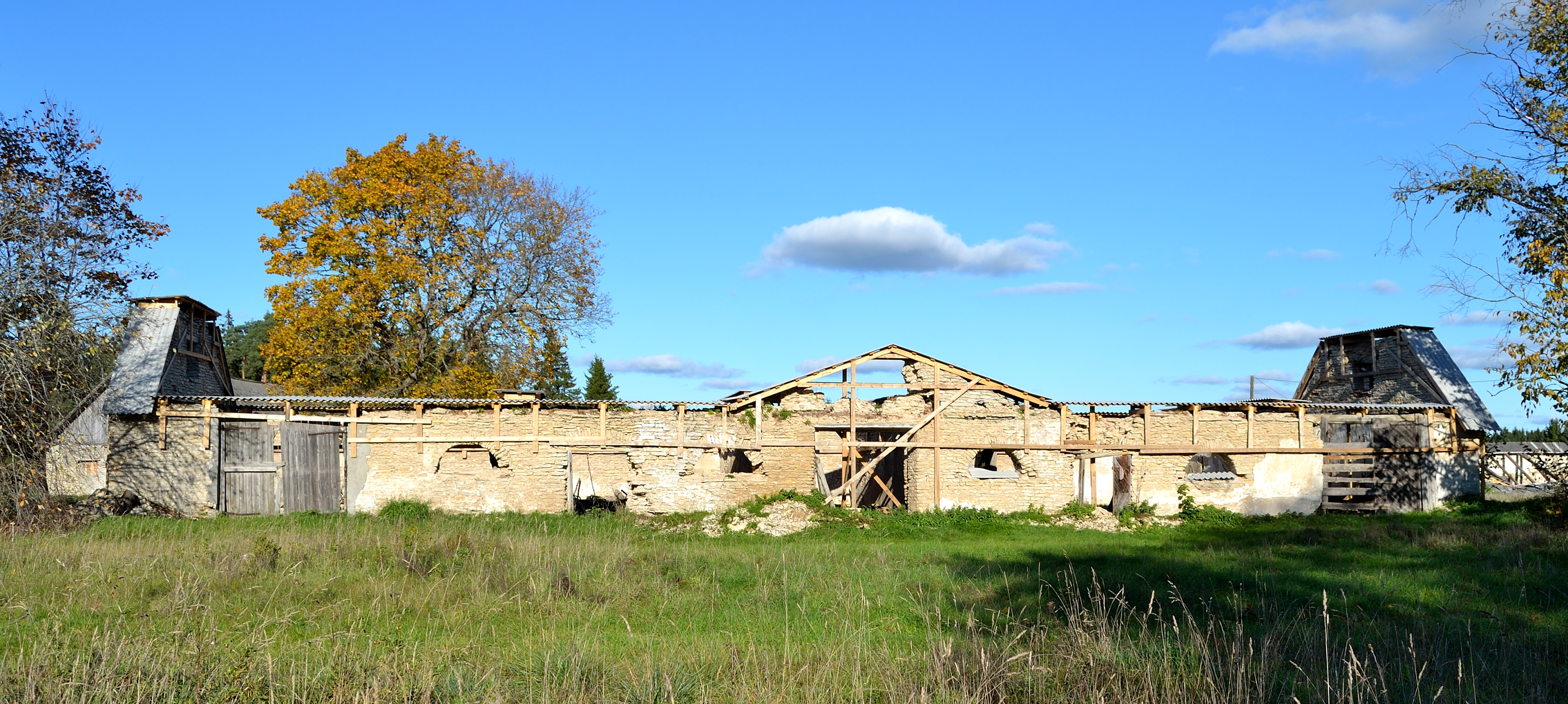
Руины зернохранилища
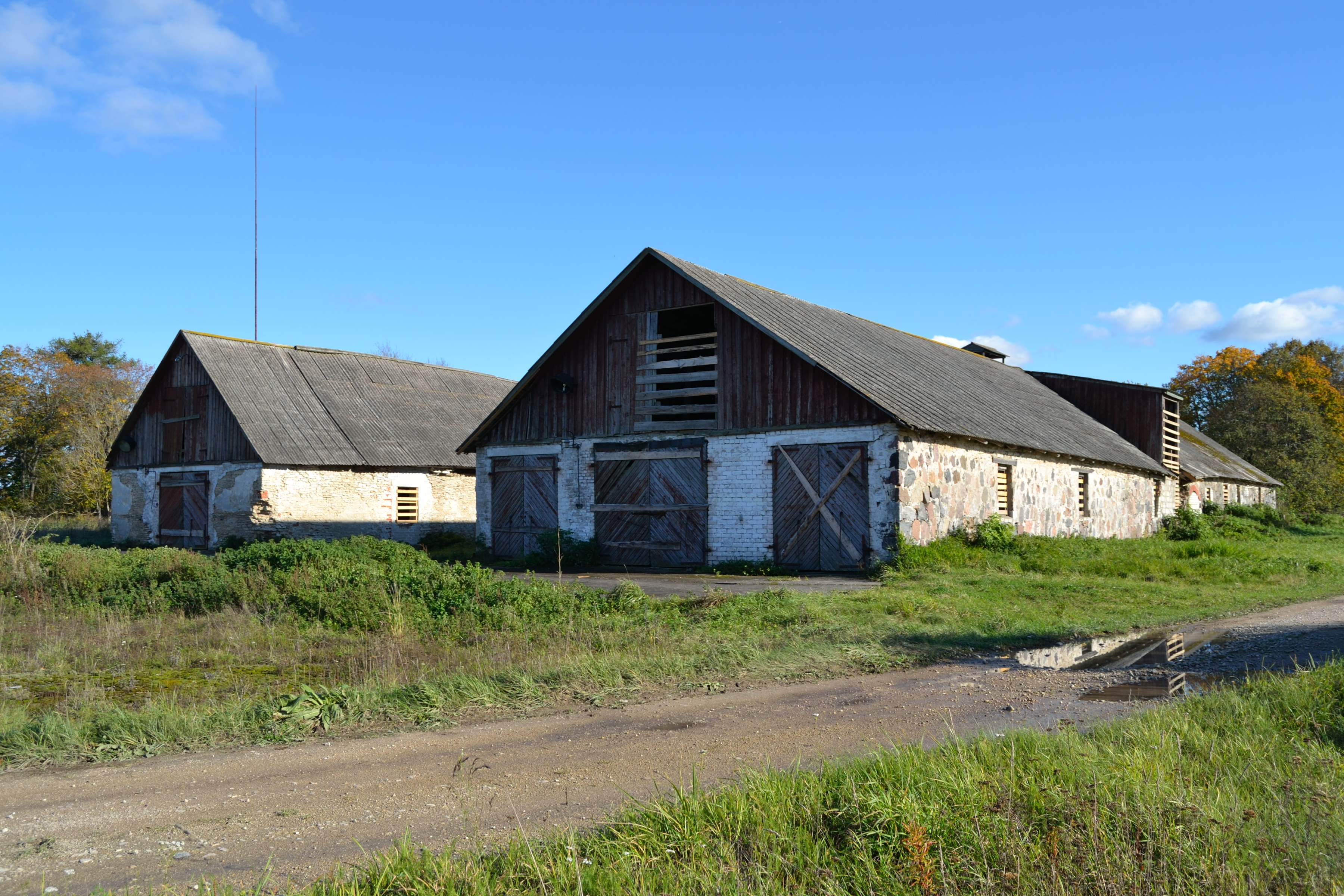
Хлев
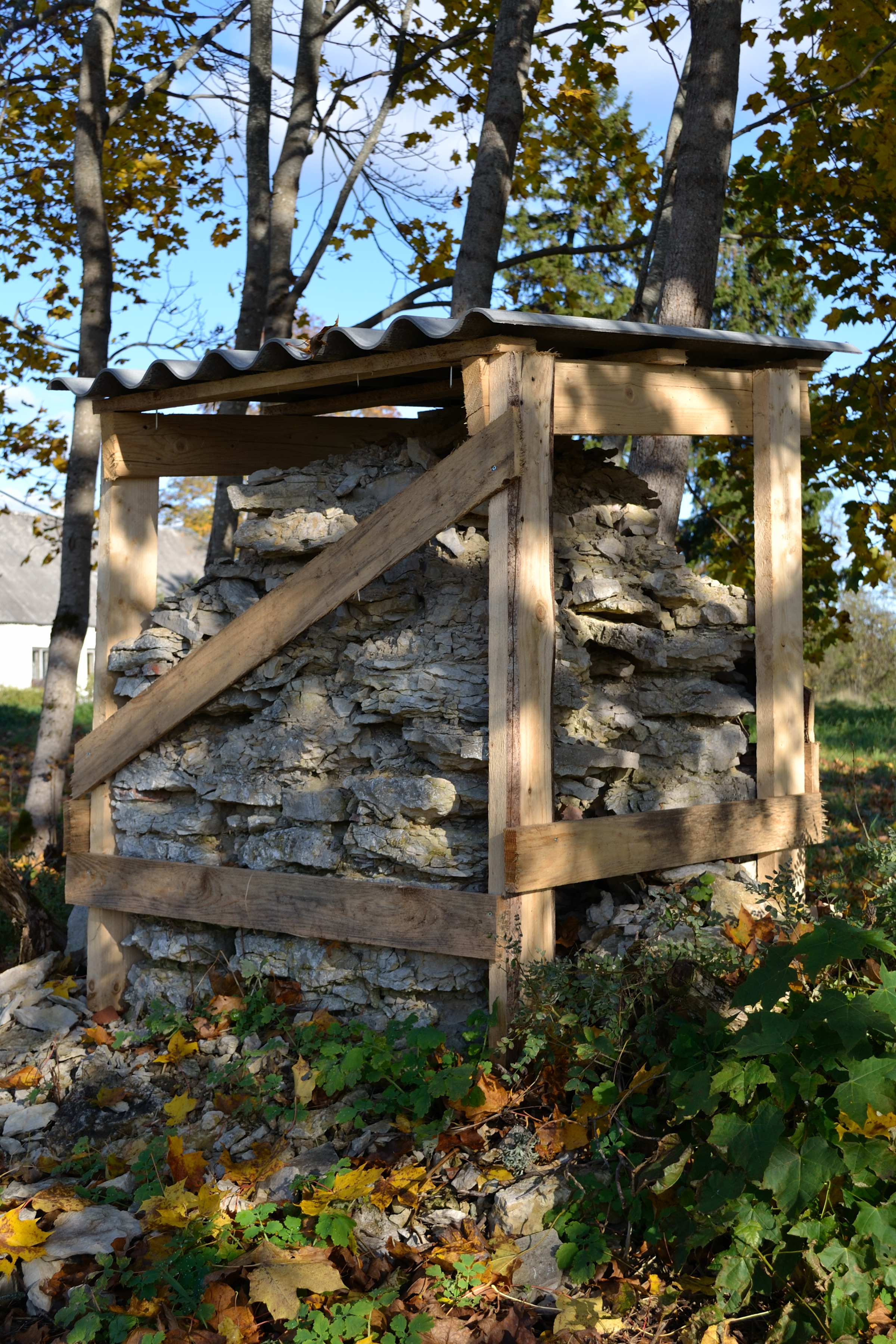
Руины мызной ограды
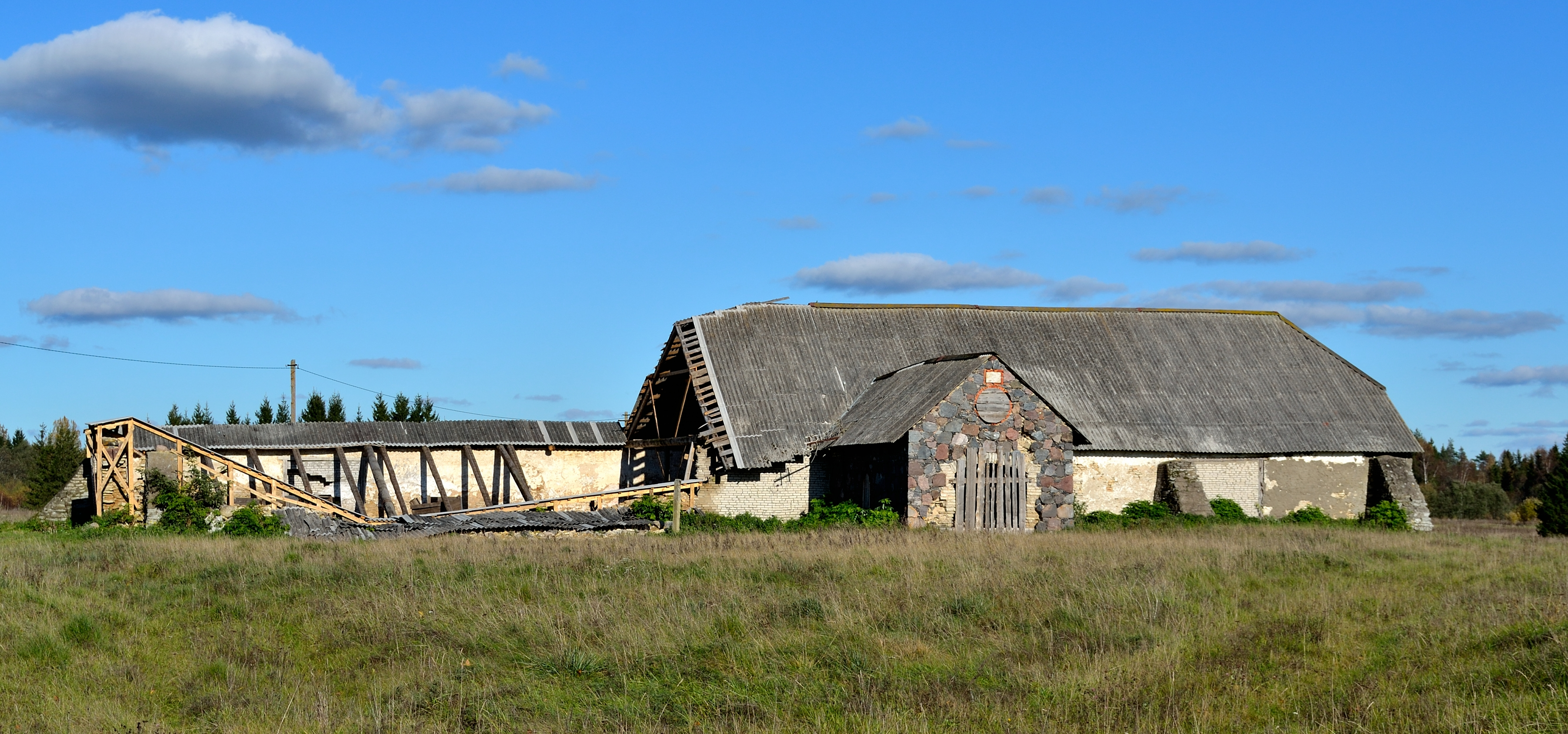
Овин
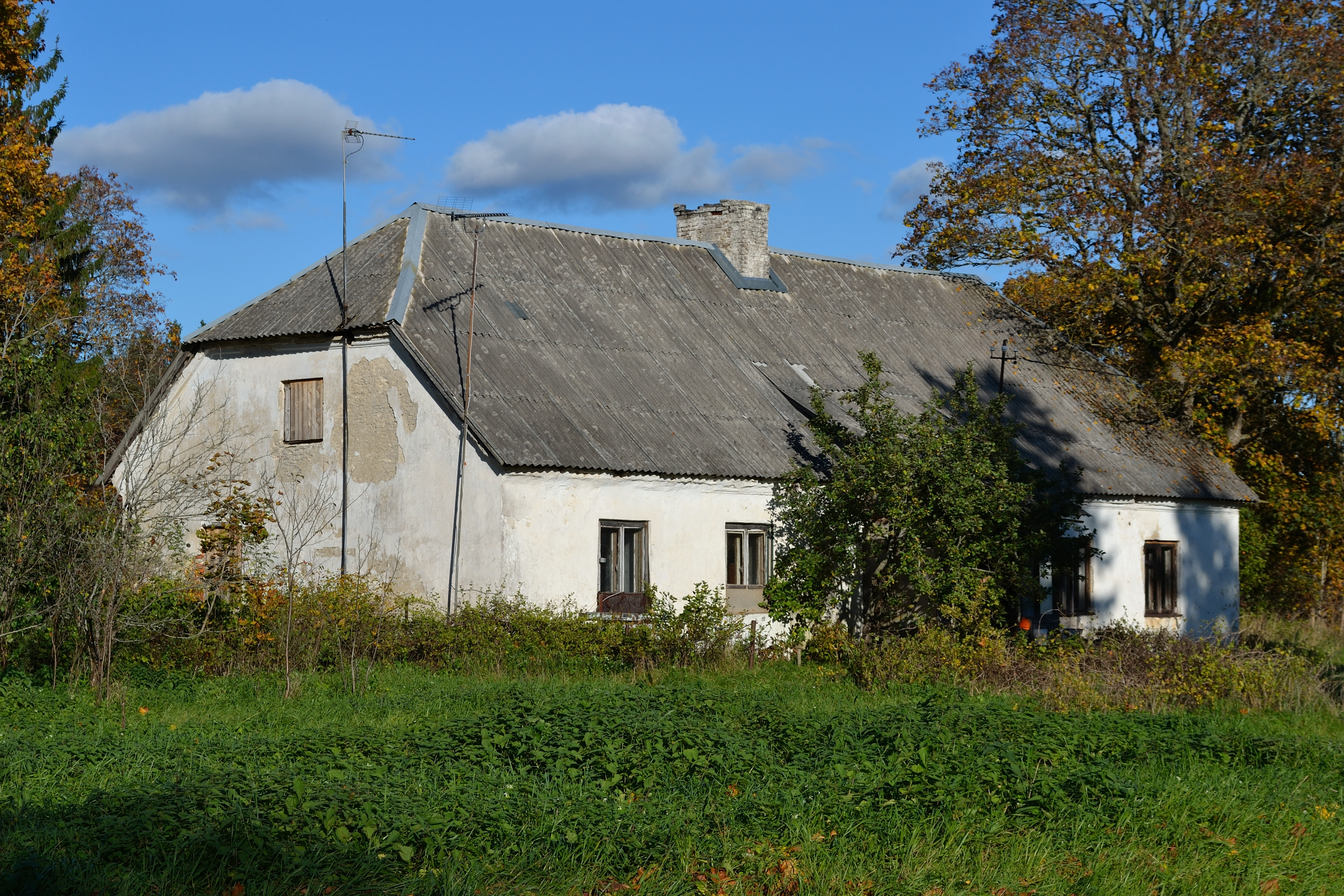
Дом служащих 1
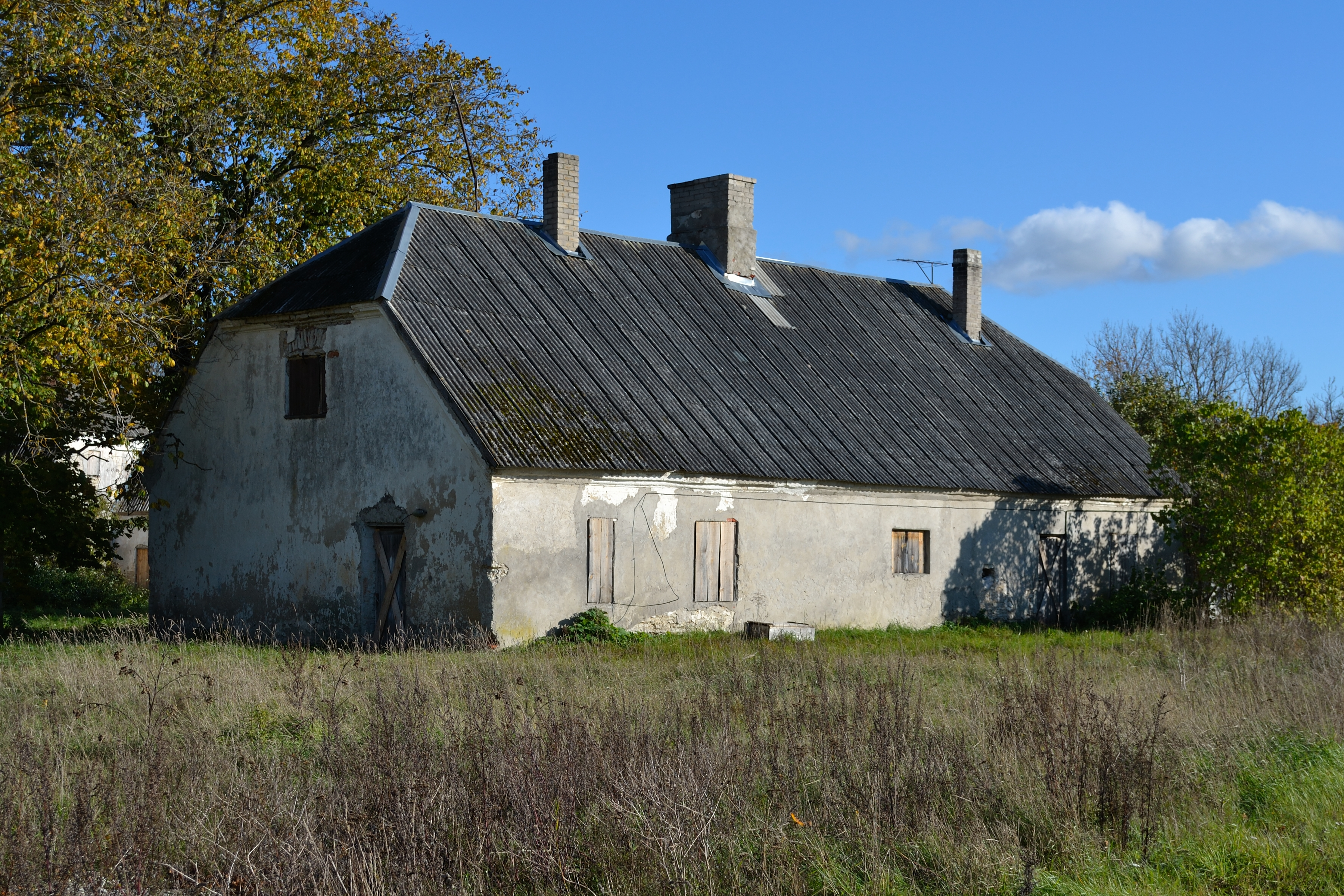
Дом служащих 2
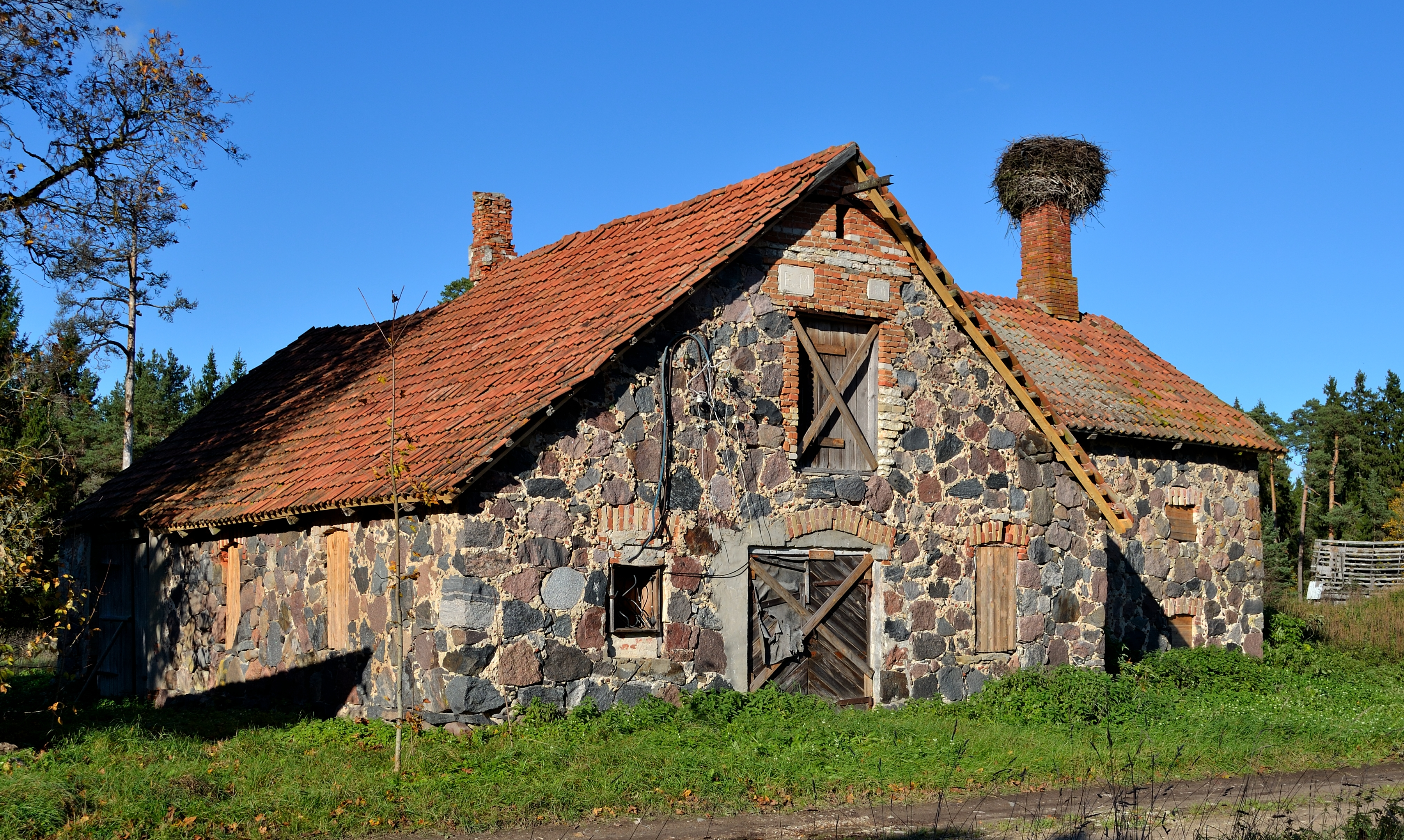
Водочная фабрика